# 北西への道
『北西への道』（ほくせいへのみち、原題：Northwest Passage）は、1940年に製作・公開されたアメリカ合衆国の映画である。（撮影は1939年）

## 概要
フレンチ・インディアン戦争を背景としたケネス・ロバーツの同名小説の映画化であり、キング・ヴィダーが監督、スペンサー・トレイシーが主演した。テクニカラー作品として撮影されている。
1958年にMGMテレビジョンにより連続ドラマ化され、NBCネットワークで放送された。

## キャスト
| 役名               | 俳優                   | 日本語吹き替え | 日本語吹き替え |
| 役名               | 俳優                   | NET版          | TBS版          |
| ------------------ | ---------------------- | -------------- | -------------- |
| ロジャース         | スペンサー・トレイシー | 森山周一郎     | 森山周一郎     |
| ラングドン・タウン | ロバート・ヤング       | 前田昌明       | 石田一夫       |
| マリナー           | ウォルター・ブレナン   | 槐柳二         | 宮内幸平       |
| エリザベス         | ルース・ハッシー       | 渡辺知子       |                |

- NET版：初回放送1967年4月30日『日曜洋画劇場』
  - その他声の出演：羽佐間道夫、八奈見乗児、野田圭一、石森達幸
- TBS版：初回放送1975年6月16日『月曜ロードショー』

## スタッフ
- 監督：キング・ヴィダー
- 製作：ハント・ストロンバーグ
- 脚色：ローレンス・ストーリングス、タルボット・ジェニングス
- 音楽：ハーバート・ストサート
- 撮影監督：シドニー・ワグナー、ウィリアム・V・スコール
- 編集：コンラッド・A・ネルヴィッヒ
- 美術：セドリック・ギボンズ
- 装置：エドウィン・B・ウィリス
- 録音：ダグラス・シアラー

## アカデミー賞ノミネーション
- 撮影賞（カラー）：シドニー・ワグナー、ウィリアム・V・スコール

## 注
1. 1 2   The Eddie Mannix Ledger, Los Angeles: Margaret Herrick Library, Center for Motion Picture Study.